# Елеосвещение
Елеосвещение или маслосвет е християнско тайнство, при което чрез помазване на различни части на тялото с осветено растително масло (елей) се извършва молитва към Бога за излекуване на болести на тялото и душата. (Яков 5:14,15)